# Revision (juridik)
Revision är inom juridiken en tidigare benämning på en viss typ av överklagande av lägre domstols ännu ej rättskraftiga beslut. 
Vid revision ägde den överordnade domstolen befogenhet att döma i själva saken och ersätta en oriktig dom med ett riktigt avgörande. Vid kassation, en annan typ av överklagande, var den överordnade domstolens uppgift begränsad till att antingen avslå överklagandet eller undanröja den oriktiga domen och återförvisa den till lägre rätt för nytt avgörande. 